# Быстрый Исток
Бы́стрый Исто́к — село в Алтайском крае России. Административный центр Быстроистокского района. Образует сельское поселение Быстроистокский сельсовет. С 1950 по 1991 год — посёлок городского типа.

## География
Расположено в 267 км к югу от Барнаула.
Расстояние до ближайшей железнодорожной станции Бийск 107 км.
Климат
- Среднегодовая температура воздуха: +2,7 °C.
- Относительная влажность воздуха: 71,4 %.
- Средняя скорость ветра: 2,4 м/с.
- Средняя температура января: −18 °С; июля: +18,6 °С. Годовое количество осадков: 470 мм.

## История

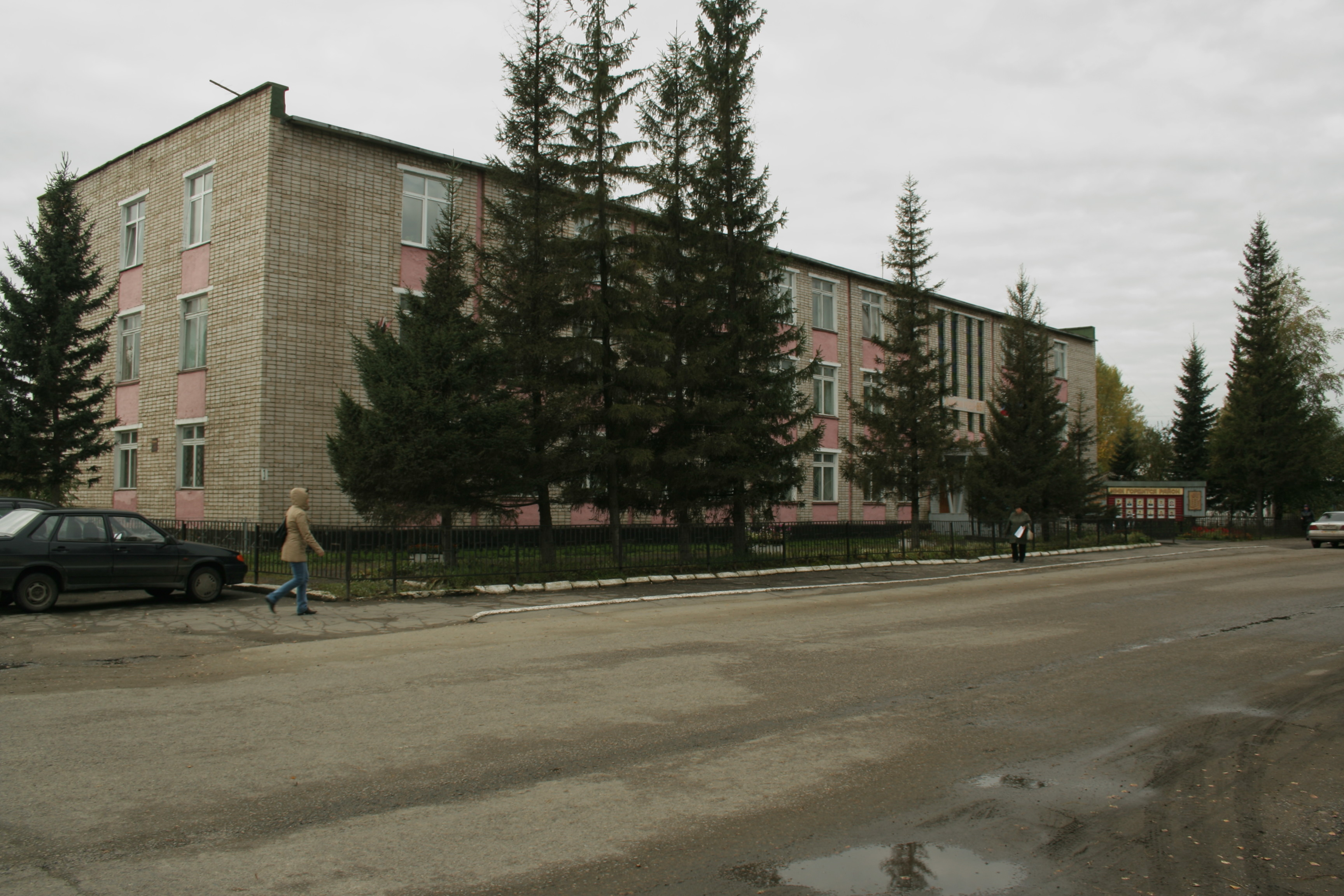
Здание администрации Быстроистокского района

Когда переселенцы из центральных областей России осваивали местность, они селились преимущественно у водоёмов. Так появилось село и у истока речки Быструшки, где поселились несколько семей. Впоследствии Быструшка была поглощена рекой Обь. Память о реке сохранилась в названии села ― Быстрый Исток.
Официальной датой основания села Быстрый Исток в конце XIX в. считался? 1749 г. Именно этот год упоминается в книге «Материалы по исследованию крестьянского и инородческого хозяйства в Бийском уезде (округе)» (1898-1901 гг.). Документ, подтверждающий эти сведения ― «Геометрический специальный план Бийской волости, деревни Быстрый Исток 1829 года». В нём содержится примечание: "Деревня Быстрый Исток заселена назад тому 80 лет на левой стороне на возвышенном берегу речки Быстрый Исток. Домов в оной 38, ревизских душ 72…". Форма, с помощью которой удостоверяется дата "…назад тому 80 лет…", характерна для документов XVIII и XIV вв.
Село Быстрый Исток ― это одно из первых поселений в Верхнем Приобье. Оно появилось в то время, когда назрела необходимость наладить сообщение между городами и основать на Оби транзитный пункт. В селе были открыты важные центры пищевой промышленности (производство сахара, масла, сыров, сухих овощей, хлеба), появилась лесная и деревообрабатывающая промышленность (производство деревянных барж до 1917 года), работала мебельная фабрика.

## Население
| 1939  | 1959  | 1970  | 1979  | 1989  | 1997  | 1998  | 1999  | 2000  |
| ----- | ----- | ----- | ----- | ----- | ----- | ----- | ----- | ----- |
| 8280  | ↘6967 | ↘6664 | ↘6165 | ↗6211 | ↘5121 | ↘5070 | ↘5020 | ↗5058 |
| 2001  | 2002  | 2003  | 2004  | 2005  | 2006  | 2007  | 2008  | 2009  |
| ↘5030 | ↘5005 | ↘4470 | ↘4360 | ↘4242 | ↘4156 | ↘4070 | ↘4039 | ↘4017 |
| 2010  | 2011  | 2012  | 2013  | 2014  | 2015  | 2016  | 2017  | 2018  |
| ↘3852 | ↘3832 | ↘3766 | ↘3744 | ↘3654 | ↘3567 | ↘3460 | ↘3382 | ↘3355 |
| 2019  | 2020  | 2021  |       |       |       |       |       |       |
| ↘3272 | ↘3189 | ↘3159 |       |       |       |       |       |       |

## Транспорт
Ранее действовало автобусное сообщение с Барнаулом, Бийском и Акутихой, с 2021 года автобусное сообщение отсутствует, но автобус возит пассажиров в город Бийск

## Печатные издания
- газета «Ударник труда».

## Радиовещание
107,5 МГц «Радио России» + местное вещание ГТРК «Алтай»;

## Достопримечательности

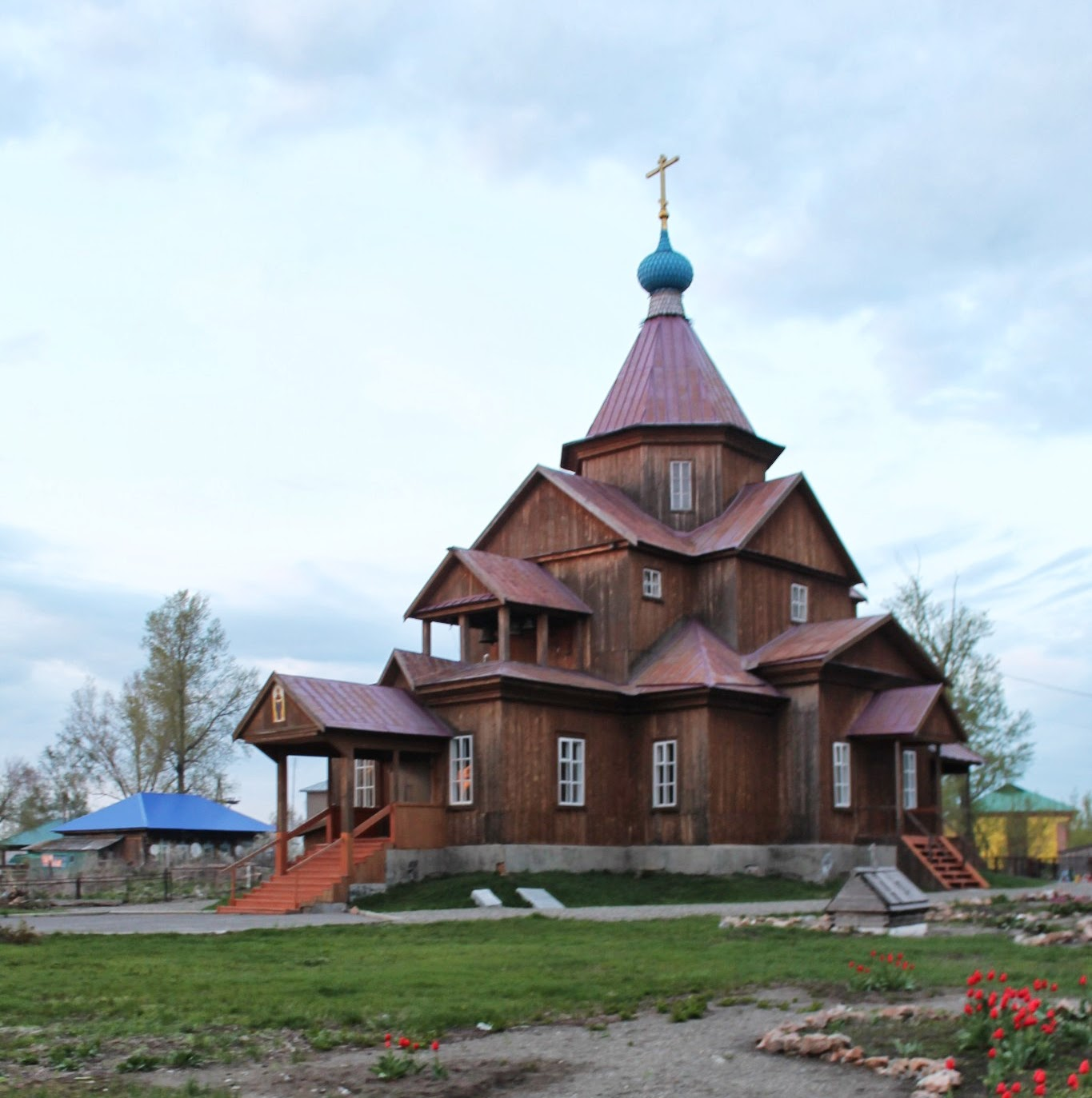
Храм Покрова Пресвятой Богородицы

В селе расположен Храм Покрова Пресвятой Богородицы (архитектор П. И. Анисифоров), строительство которого велось 12 лет. Инициаторами строительства храма были Валерий Сергеевич Золотухин и Валентина Григорьевна Маховикова, которая все годы советской власти, являлась хранителем очага православия.
Первый взнос на счёт строительства храма, в размере 10 000 рублей перевёл Золотухин. Когда денег на строительство храма стало недостаточно, Валерий Сергеевич на телепередаче «Без протокола» обратился к телезрителям с просьбой: «Если кто-то ко мне относится хорошо, помогите, пожалуйста: приближается зима, крыши у храма нет, а на её завершение нужно 300 тысяч рублей». На следующий день ему позвонили: «Валерий Сергеевич? Это из развлекательного центра. Приезжайте, сумма вам приготовлена!». Оказалось, что два брата Камальдиновы приготовили необходимую сумму, сказав: «Мы иноверцы, но мы знаем, что такое храм, пожалуйста, возьмите!». После этого стали приносить деньги в театр, давали стройматериалы. 13 октября состоялось освящение Храма.
Валерий Золотухин похоронен 5 апреля 2013 года на территории Храма.

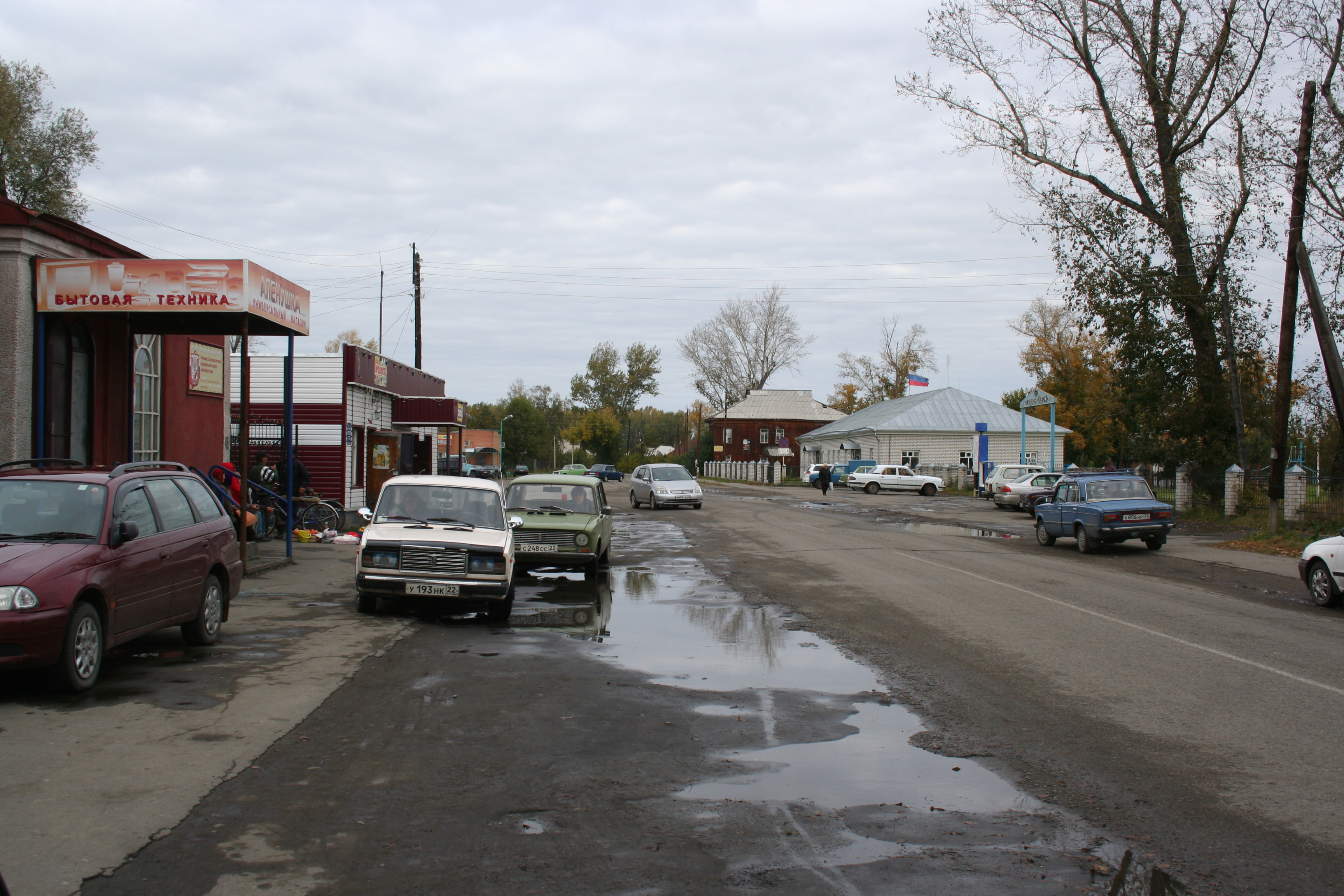
Улица Ленина

## Музеи
В селе летом 2016 года к 75-летию земляка открыт музей Валерия Золотухина.

## Туризм
Через село пролегает туристический маршрут «Малое Золотое кольцо Алтая» (радиальный маршрут) с. Смоленское — с. Новопокровка — с. Быстрый Исток.
Два объекта комплексных памятников ― природный и природно―исторический ― предлагаются для включения в списки памятников регионального значения. Это Остров Сосновый и фрагмент старой гранитной дороги Быстрый исток — Восход.
Остров Сосновый находится на р. Оби к северу от с. Быстрый Исток. На острове богатое, максимально возможное разнообразие пойменно-островных экотопов. В основном, к озеру прилегают вейниково-осоковые заболоченные луга, на которых произрастают виды растений, внесённые в Красную книгу Алтайского края: ковыль перистый, сальвиния плавающая, красоднев малый. На острове найден редкий вид — сердечник луговой. Остров активно используется местным населением и может стать привлекательной туристической зоной.
Фрагмент старой гранитной дороги Быстрый исток — Восход находится в 1 км к югу от с. Быстрый Исток за мостом через озеро Петроушка. Это мощёный гранитными глыбами участок, добытыми на горе Красная, протяжённостью 200 метров. Дорогу проложили в годы Великой Отечественной войны для того, чтобы оперативно подвозить зерно из села Быстрый Исток, который в те годы являлся речным портом для нескольких районов. Объект удачно вписывается в пойменный ландшафт и имеет краеведческую, историко-социальную и воспитательную ценность
Так-же можно отдохнуть в так называемых «Топольках» давно там был песочный пляж но всё изменилось когда там выросли тополи и место стало называться Топольки", они располагаются у протоки реки Обь..

## Люди, связанные с селом
- Золотухин, Валерий Сергеевич (1941—2013) — российский и советский актёр театра и кино. Родился и похоронен в селе Быстрый Исток
- Иванов, Василий Митрофанович (1920—1976) — Герой Советского Союза
- Коноплёв, Борис Всеволодович (1919—2008) — советский государственный и партийный деятель, Почётный гражданин Пермской области
- Петровский Владислав Сергеевич (1933—2015) — доктор технических наук, профессор, академик РАЕН, заслуженный деятель науки и техники РСФСР.
- Савельев, Афанасий Спиридонович (1916—1977) — Герой Советского Союза. Его именем названа улица в родном селе
- Семке, Валентин Яковлевич (1936—2013) — выдающийся российский психиатр, академик АМН СССР.